# Vinkristin

Strukturformel

Vinkristin (C46H56N4O10), även sålt under namnet oncovin är ett ofta använt cytostatikum, speciellt bland barn som diagnostiseras med lymfom, leukemi och liknande.
Det är en vinca-alkaloid som isolerats från växten rosensköna (Catharanthus roseus).